# 恩丁沙兹里
拿督恩丁沙兹里（1974年1月2日—2024年9月20日），亦称为依丁沙兹里，马来西亚政治人物、土著团结党党员。

## 政治生涯
2018年大选，恩丁代表人民公正党参选，击败了连任三届的瓜拉庇劳国会议员哈山马力。
他曾在马哈迪·莫哈末领导的希盟政府中担任通讯及多媒体部副部长，之后在慕尤丁执政时期出任首相署副部长，随后升任工程部副部长。慕尤丁政府倒台后，他在依斯迈沙比里领导的政府中继续担任首相署副部长，负责经济事务。
2023年6月1日，恩丁的森州国盟主席职遭撤换，该职位由土团党署理总裁阿末法依扎·阿祖穆接任。

## 逝世
2024年9月20日，恩丁在其位于武吉仄当（Bukit Chedang）的家中逝世，享年50岁。他的健康状况在过去5个月内一直恶化，并一直在接受治疗。

## 事件
2019年11月11日，恩丁在国会下议院问答环节时不支晕倒，国会医护人员立即进入议会厅进行急救。
2021年4月，恩丁以嘉宾身份出席瓜拉庇劳理科宗教学校的毕业典礼。面子书上影片流传当大会司仪宣布颁发文凭仪式即将开始时，却发现恩丁已在主席台上入睡。事后，他为此事道歉。